# Сагарда, Александр Иванович
Александр Иванович Сагарда (25 декабря 1883, Красионовка — 9 мая 1950, Ленинград) — российский богослов, специалист в области патристики.

## Биография
Родился в семье священника села Красионовка Золотоношского уезда Полтавской губернии. Брат — Николай Иванович Сагарда, профессор богословия.
Окончил Санкт-Петербургскую духовную академию в 1909, кандидат богословия. Был профессорским стипендиатом академии. Магистр богословия (1913, тема диссертации: «Святой Климент Александрийский и его литературная деятельность»).
В 1910—1918 преподавал на Второй кафедре патристики Санкт-Петербургской духовной академии, читал лекции по истории Антиохийской богословской школы и древнецерковной сирийской литературы. Работал над переводами творений св. Иоанна Дамаскина.
В 1918 уехал на Украину, работал библиотекарем Киевского университета. Затем переехал в город Золотоношу, где в 1920—1925 работал в советских организациях (земельном и финансовых окружных отделах). По совместительству в 1923—1925 преподавал историю и психологию на педагогических курсах.
В 1925 полностью перешёл на хозяйственную работу, был ответственным секретарём Прилукского окружного земельного отдела. С 1930 — референт Николаевского молочного завода, с 1934 — начальник планово-производственного отдела «Николаевского трамвая», с 1936 — начальник планового отдела банно-прачечного комбината в Николаеве, с 1938 — начальник планового отдела Николаевского областного коммунального банка. В 1941 эвакуировался в Астрахань, затем жил в Батуми, где руководил плановой группой в ряде артелей, в 1944—1946 — старший референт Отдела рабочего снабжения Управления Черноморского пароходства (в 1944 вместе со своим учреждением переехал в Одессу).
Только после возобновления работы духовных учебных заведений получил возможность вернуться к педагогической деятельности. С 1947 — преподаватель Одесской духовной семинарии. С февраля 1948 — профессор Ленинградской духовной академии, приглашён на эту должность митрополитом Ленинградским и Новгородским Григорием (Чуковым). Читал лекции по Священному Писанию Нового Завета и истории древней церкви.

## Патриарх Алексий II об А. И. Сагарда
Патриарх Московский и всея Руси Алексий II вспоминал о профессоре А. И. Сагарда: «В моей памяти сохранился светлый образ Александра Ивановича Сагарда, который буквально в последние годы свой жизни спел „лебединую песнь“ профессора в возрождённой после войны Ленинградской духовной академии. Он был учёным мужем, человеком глубокой веры и подлинно профессором, который обеспечил преемство дореволюционной духовной академии в академии, возродившейся после Великой Отечественной войны». Ещё одно воспоминание Патриарха о профессоре: «В моей жизни, как, впрочем, на жизненном пути любого человека, встречались те, кто оказал глубокое духовное влияние. Например, в период моего студенчества в Ленинградской Духовной академии таковым был профессор Александр Иванович Сагарда, замечательный патролог, преподававший ещё в дореволюционной академии. Как он переживал, когда читал об Acta martyrum — мученических актах первых веков христианства. Больше 50 лет прошло, а я до сих пор помню, с каким чувством Александр Иванович сказал одному студенту, нерадиво отвечавшему на занятиях Священного Писания Нового Завета: „Вы должны полюбить эту книгу“».

## Труды

### Книги
- Сагарда А. И. По вопросам церковно-общественной жизни. —  СПб, 1913.
- Сагарда А. И. Введение в курс Древней Церкви. — Л., 1948 (машинопись).
- Сагарда Н. И., Сагарда А. И. Полный корпус лекций по патрологии. — СПб, 2004. Критическая рецензия. PDF

### Статьи
- Сагарда А. И. Климента Александрийского «Извлечения из сочинений Феодота и так называемого восточного учения времен Валентина» // «Христианское чтение». — 1912. — № 11.
- Сагарда А. И. «Ипотипосы» Климента Александрийского // «Христианское чтение». — 1913. — № 9
- Сагарда А. И. Пресвитеры Климента Александрийского // «Христианское чтение». — 1917. — № 1-2.
- Сагарда А. И. Послание Святейшего Патриарха Тихона (от 19 января 1918 года) («Прибавления к Церковным ведомостям». — 1918. — № 3-4.
- Сагарда А. И. Место устной традиции в истории развития древнецерковной мысли (актовая речь в ЛДА) // Журнал Московской Патриархии. — 1949. — № 1, № 2.
- Сагарда А. И. Литературная деятельность митрополита Киевского Владимира // Журнал Московской Патриархии. — 1996. — № 2.
- Сагарда А. И. Антиохийская богословская школа. — СПб., 2004
- Сагарда А. И. Древне-сирийская церковная литература. — СПб., 2004
- Сагарда А. И. Очерки по истории христианства в Сирии. Лекции, читанные в Лондоне, в церкви св. Маргариты, в 1904 году профессором Кембриджского университета Ф. К. Бёркиттом. // «Христианское чтение». — 1914. — № 3
- Сагарда А. И. Рецензия на Ад. Гарнак, Критика Нового Завета греческим философом ІІІ-го века. Полемическое сочинение, сохранившееся в Апокритике Макария магнисийского. // «Христианское чтение». — 1912. — № 12
- Сагарда А. И. Фр. Кс. Функ, История христианской церкви от времен апостольских до наших дней. В русском переводе со значительными изменениями, дополнениями и предисловием П. В. Гидулянова. // «Христианское чтение». — 1911. — № 4